# Jorge Núñez Piris
Jorge Núñez Piris es un deportista español que compitió en atletismo adaptado. Ganó tres medallas en los Juegos Paralímpicos de Verano en los años 1992 y 1996.

## Palmarés internacional
| Juegos Paralímpicos | Juegos Paralímpicos      | Juegos Paralímpicos | Juegos Paralímpicos |
| Año                 | Lugar                    | Medalla             | Prueba              |
| ------------------- | ------------------------ | ------------------- | ------------------- |
| 1992                | Barcelona (España)       | Medalla de oro      | 4 × 100 m B1-B3     |
| 1996                | Atlanta (Estados Unidos) | Medalla de oro      | 4 × 100 m T10-12    |
| 1996                | Atlanta (Estados Unidos) | Medalla de bronce   | 100 m T11           |